# Fal·làcia
Una fal·làcia lògica és l'aplicació incorrecta d'un principi lògic vàlid o l'aplicació d'un principi inexistent en el raonament d'una argumentació, independentment de si es basa en premisses veritables. Per accident, o a voluntat, les fal·làcies poden activar reaccions emocionals en l'audiència o l'interlocutor (apel·lació a l'emoció) o s'aprofiten de les relacions socials entre la gent (apel·lació a l'autoritat). L'argumentació fal·laç és freqüentment estructurada emprant patrons retòrics que ofusquen l'argument lògic, fent les fal·làcies més difícils de diagnosticar.
Tanmateix, s'acostumen a incloure en les fal·làcies arguments inductius, abductius o presumptius incorrectes, entimemes, preguntes capcioses, arguments irrellevants -no pertinents- i fins i tot arguments vàlids com la tautologia inclosa en la fal·làcia de la petició de principi (o argumentació circular).
L'entimema és diferent de la fal·làcia. L'entimema és un sil·logisme segons el qual un o diversos arguments són probables o bé no lògicament demostrables. Així, un entimema és fals (o no necessàriament lògic) perquè una o algunes de les premisses són falses o no necessàriament lògiques. Certs sil·logismes o construccions de frases, per exemple d'arguments empírics o morals, són entimemes; poden resultar probables o fins i tot esdevenir casualment certs, però, o no són lògics, o són una estructura lògica mal formada.
L'aporia és diferent de la fal·làcia. La fal·làcia és una falsedat desmentida, però es pot dir que l'aporia, almenys com vol ser presentada, és un argument lògic que porta a un absurd, que no es pot desmentir. L'aporia agafa alguna dada sensible i la sotmet a una argumentació per assegurar-ne desmentir-ne la falsedat. Són famoses sobretot les apories de Zenó d'Elea.
L'axioma, almenys tal com és vist per Aristòtil, és una veritat fonamental, presentada com a indiscutible. Si un axioma és una conclusió formada per premisses, aleshores aquestes premisses també són axiomes i així successivament, a diferència de l'entimema.

## Llista de fal·làcies lògiques
Aquesta és una llista de les fal·làcies lògiques més corrents. No són mútuament excloents, és a dir, se'n poden donar diverses alhora en una mateixa afirmació. La majoria són reconegudes tradicionalment i estudiades en treballs de pensament crític. Altres, per contra, són més especialitzades.
- Ad hominem (també anomenada argumentum ad hominem o atac personal) Inclou:
  - ad hominem abusive (també anomenada argumentum ad personam)
  - ad hominem circumstantial (també anomenada ad hominem circumstantiae)
  - ad hominem tu quoque (també anomenada argument tu també)
- Amfibologia
- Apel·lació a l'autoritat (també anomenada argumentum ad verecundiam o argument per autoritat)
- Apel·lació a la creença
- Apel·lació a l'emoció Inclou:
  - Apel·lació a les conseqüències (també anomenada argumentum ad consequentiam)
  - Apel·lació a la por (també anomenada argumentum ad metum or argumentum in terrorem)
  - Apel·lació per adulació
  - Apel·lació a la llàstima (també anomenada argumentum ad misericordiam)
  - Apel·lació al ridícul
  - Apel·lació al rancor (també anomenada argumentum ad odium)
- Fal·làcia del to
  - Il·lusió
- Dos errors fan una veritat
- Apel·lació a les motivacions
- Apel·lació a la majoria (també anomenada argumentum ad populum)
- Apel·lació a la novetat (també anomenada argumentum ad novitatem)
- Apel·lació a la probabilitat
- Apel·lació a la tradició (també anomenada argumentum ad antiquitatem or apel·lació a la pràctica comuna)
- argumentum ad logicam
- Argument per ignorància (també anomenada argumentum ad ignorantiam or argumentació per falta d'imaginació)
- Argument per silenci (també anomenada argumentum ex silentio)
- Argumentum ad baculum (també anomenada Apel·lació a la força)
- Argumentum ad crumenam (també anomenada Apel·lació a la riquesa)
- Argumentum ad lazarum (també anomenada Apel·lació a la pobresa)
- Argumentum ad nauseam (també anomenada Argument per repetició)
- Argumentum ad numerum
- Fal·làcia de la tarifa base (en anglès base rate fallacy)
- Fal·làcia de la majoria (en anglès Bandwagon fallacy. També anomenada apel·lació a la popularitat, apel·lació a la població o argumentum ad populum)
- Argumentació circular (en anglès Begging the question. També anomenada petitio principii o raonament circular)
- Fal·làcia cartesiana
- Fal·làcia de la conjunció
- Demostració invàlida
- Fal·làcies basades en correlacions Inclou:
  - Fal·làcia de moltes qüestions (també anomenada qüestió complexa, qüestió recarregada o plurium interrogationum)
  - Fals dilema (també anomenada dicotomia falsa o bifurcació)
  - Negació del correlatiu
  - Supressió del correlatiu
- Dicto simpliciter, que inclou:
  - Accident (també anomenada a dicto simpliciter ad dictum secundum quid)
  - Accident oposat (també anomenada a dicto secundum quid ad dictum simpliciter)
- Equivocació
- Analogia falsa
- Premissa falsa
- Fals compromís
- Fal·làcia de distribució:
  - Composició
  - Divisió
  - Fal·làcia ecològica
- Generalització errònia que inclou:
  - Mostra esbiaixada
  - Generalització precipitada (també anomenada fal·làcia de mostres insuficients, fal·làcia d'insuficients estadístiques, fal·làcia del fet aïllat, inducció precipitada o secundum quid)
  - Excepció aclaparadora
  - Al·legat d'estadística especial
- Fal·làcia del jugador/Fal·làcia inversa del jugador
- Fal·làcia genètica
- Culpabilitat per associació
- Fal·làcia de l'historiador
- Fal·lacia de l'Homunculus
- Ideologia per sobre de la realitat
- Si per whisky (En anglès If-by-whiskey)
- Llenguatge judiciós
- Ignoratio elenchi (també anomenada Conclusió irrellevant)
- Interpretació inapropiada o aplicació de l'estadística incloent:
  - Mostra esbiaixada
  - Correlació implica causa
  - Fal·làcia del jugador
  - Fal·làcia del fiscal
  - Fal·làcia de mostra del test
- Fal·làcia deliberada
- Prova invàlida
- Fal·làcia de la quantitat de treball (també anomenada fal·làcia de la manca de treball)
- Declaració sense sentit
- Punt mitjà (En anglès Middle ground. També anomenada argumentum ad temperantiam)
- Vivacitat enganyosa (En anglès Misleading vividness)
- Fal·làcia naturalista
- Prova negativa
- Non sequitur Inclou:
  - Afirmació del conseqüent
  - Negació de l'antecedent
- Cap escocès veritable (de l'anglès No true Scotsman)
- Fal·làcia de l'acord global (en anglès Package deal fallacy)
- Fal·làcia patètica
- Fal·làcia de la solució perfecta
- Fals equilibri
- Enverinar el pou (de l'anglès Poisoning the well)
- Prova per verbositat
- Causa qüestionable (també anomenada non causa pro causa) Inclou:
  - Correl·lació implica causa (També anomenada cum hoc ergo propter hoc)
  - Fal·làcia de l'única causa
  - Efecte d'unir
  - Post hoc (també anomenada post hoc ergo propter hoc)
  - Fal·làcia de la regressió
  - Fal·làcia del bon tirador de Texas (de l'anglès Texas sharpshooter fallacy)
  - Direcció errònia
- Pista falsa (també anomenada Conclusió irrellevant)
- Reification (també anomenada en anglès hypostatization)
- Fal·làcia relativista (també anomenada Fal·làcia subjectivista)
- Determinisme retrospectiu (va passar per tant estava determinat a...)
- Canviant la càrrega de la prova
- Pendent relliscós
- Al·legació especial
- Home de palla
- Fal·làcia de l'estil per sobre del contingut
- Fal·làcies sil·logístiques Inclou:
  - Afirmant una disjunció
  - Conclusió afirmativa d'una premissa negativa
  - Fal·làcia existencial
  - Fal·làcia de premisses exclusives
  - Fal·làcia dels quatre equips (també anomenada quaternio terminorum)
  - Fal·làcia del mig no distribuït
  - Majoria il·lícita
  - Minoria il·lícita
- Fal·làcia de l'apostador, el fet de creure que els esdeveniments passats afecten la probabilitat dels futurs